# Бумер: Сорванные башни
«Бумер: Сорванные башни» — российская компьютерная игра в жанрах автосимулятора и шутера от первого лица, разработанная компанией Gaijin Entertainment и изданная компанией 1C. Выход игры состоялся 11 декабря 2003 года. Является самой первой игрой, созданной на движке Dagor Engine. В создании принял участие Дмитрий «Goblin» Пучков, который, в частности, является единственным актёром озвучивания.

## Сюжет
Сюжет игры основан на событиях фильма «Бумер». Предположительно, игра начинается с того места, в котором в фильме заканчивается разборка в ресторане «Тарелка», то есть после того, как Лёха «Килла» убил сотрудника ФСБ.
Четыре приятеля — Костя «Кот», Димон «Ошпаренный», Лёха «Килла» и Петя «Рама» — после криминальной разборки, спровоцированной одним из них, и убив сотрудника правоохранительных органов, оказываются объектами яростного преследования. Теперь друзьям остается только одно: бежать. И их верный «бумер» — единственная надежда на спасение. Чтобы остаться в живых в криминальном мире, друзьям нужно найти предводителя и добраться до него.

## Игровой процесс
В режиме одиночной кампании протагонистом является Костя «Кот». Игрок должен проходить уровни, управляя автомобилем BMW, а также уничтожать врагов из стрелкового оружия в режиме от первого лица из кабины машины. Каждый уровень предваряется небольшим фрагментом из фильма.

## Разработка
Изначально игра была задумана в стиле одноимённого фильма, такой же мрачной и серьёзной. Подзаголовка «Сорванные башни» у игры тогда не было. Со временем фирма 1С и компания Gaijin Entertainment сообщили, что разработкой будет заниматься Дмитрий Пучков. Последний заявлял, что он сменил мрачный жанр игры на юмористический и добавил для названия игры подзаголовок «Сорванные башни», чтобы игра лучше продалась. Дмитрий Пучков озвучил всех персонажей сам за один день, так как кроме его самого других актёров для озвучки не приглашали.

## Рецензии и оценки
| Сводный рейтинг       | Сводный рейтинг  |
| Агрегатор             | Оценка           |
| --------------------- | ---------------- |
| «Критиканство»        | 15/100           |
| Русскоязычные издания |                  |
| Издание               | Оценка           |
| Absolute Games        | 4 %              |
| «Игромания»           | Чернозёмный трэш |
| «VRgames»             | 9/10             |

Игра получила разгромные рецензии в российских игровых изданиях. «Критиканство» поставила игре 15 баллов из 100 на основе 3 рецензий. Роман Епишин, писавший для «3DNews» ругал игру за то, что юмор в ней полностью уграбливает ощущение от игры, а не только драматичную атмосферу оригинального фильма, а также ругал за баги, неудобное управление BMW на трассах и полностью нелогичное поведение противников, которые всегда охотятся только на машину главных героев игры. Сайт «3DNews» даже не стал выдавать оценку игре.